# Weltraumpsychologie
Das Gebiet der Weltraumpsychologie befasst sich mit den mentalen Prozessen und dem Verhalten von Astronauten im Weltall. Im Fokus stehen hierbei vor allem die extremen Bedingungen der Isolation. Sie untersucht, wie psychologische Vorgänge im Gedächtnis, Gefühle und Motivation unter Belastungsfaktoren beeinflusst werden, und entwickelt Methoden, um das Wohlbefinden, die Leistungsfähigkeit und die erfolgreiche Zusammenarbeit während Weltraummissionen sicherzustellen. Der Fokus der Forschung liegt also auf den Denkprozessen und dem Gefühlsleben von Astronauten im All. Weiterhin beschäftigt sich die Disziplin mit der Entwicklung von Maßnahmen, um langfristig harmonische und effiziente Teams für Weltraummissionen zu fördern.

## Historische Entwicklung
Weltraumpsychologie hat ihre Ursprünge in russischen Forschungsarbeiten, welche in den 1960er Jahren durchgeführt wurden. In diesem Zeitraum wurden die ersten bemannten Flüge in eine Erdumlaufbahn sowie Langzeitmissionen auf den Raumstationen Saljut 6, Saljut 7 und Mir realisiert. Durch den Plan, in Zukunft bemannte Raumflüge zum Mars zu vollziehen, und durch die Inbetriebnahme der Internationalen Raumstation (ISS) gab es seither eine beachtliche Weiterentwicklung des Forschungsfelds.

## Psychologische Herausforderungen im Weltraum
Die physischen und psychologischen Herausforderungen, mit denen Astronauten im All konfrontiert werden, sind nicht mit Bedingungen auf der Erde vergleichbar. Zu den relevantesten Problemen gehören vor allem Stress, zwischenmenschliche Konflikte, kognitive Beeinträchtigungen und insbesondere Isolation.

### Isolation und Einsamkeit
Die Isolation von Astronauten ergibt sich aus zwei wesentlichen Aspekten: Zuerst werden Astronauten während Missionen vollständig von ihrem gewohnten sozialen Netzwerk getrennt. Dies führt zwangsläufig zu einem Gefühl der Einsamkeit. Durch die Tatsache, dass sich die Astronauten in einem undurchdringlichen geschlossenen Raum mit großer Distanz zur Erde befinden, wird das Gefühl der Isolation verstärkt. Zweitens ist die sensorische Monotonie im Weltraum ein Faktor, der zu weiteren emotionalen Belastungen führt. Durch begrenzte visuelle und akustische Reize wird das Gefühl der Abgeschlossenheit enorm verstärkt. Um die psychischen Belastungen der Isolation abzumildern, sind Maßnahmen wie die virtuelle Kontaktaufnahme mit der Familie und Freunden sowie eine gesunde Teamdynamik erforderlich.

### Gruppendynamik und Konflikte
Das Zusammenleben und Arbeiten in einer kleinen Gruppe auf engem Raum über längere Zeit ist eine große Herausforderung für die soziale Dynamik. Konflikte und Spannungen entstehen oft dann, wenn persönliche Eigenheiten oder kulturelle Unterschiede aufeinandertreffen.
Der ständige Kontakt mit denselben Personen, ohne der Situation entfliehen zu können, führt schnell zu Dichtestress. Der fehlende Raum für Privatsphäre verschärft das Problem zusätzlich.
Auch die verschiedenen Rollen und Aufgaben im Team bergen Konfliktpotenzial, vor allem wenn unklar ist, wer Entscheidungen trifft oder führt. Deshalb ist es wichtig, Besatzungsmitglieder sorgfältig auszuwählen, um sicherzustellen, dass die Persönlichkeiten zueinanderpassen. Training in Konfliktmanagement und Teamfähigkeit ist ebenso unverzichtbar. Rückzugsmöglichkeiten innerhalb der Raumstation können den sozialen Druck ebenfalls mindern.

### Stress und Belastung
Astronauten sind vielen Stressfaktoren ausgesetzt – sowohl physisch als auch mental. Die Arbeit im All ist anspruchsvoll, insbesondere unter Bedingungen wie Schwerelosigkeit, eingeschränkten Ressourcen oder Störungen der zirkadianen Rhythmen. Astronauten und Astronautinnen erleben auf der Internationalen Raumstation so täglich bis zu 16 Sonnenauf- und -untergänge, was einen signifikanten Einschnitt in die Wahrnehmung von Tag und Nacht zur Folge hat. Dieser kann mit Problemen wie Schlafverlust, Stimmungseinbrüchen und allgemeinen negativen Veränderungen im Wohlbefinden einhergehen.
Die Anpassung des Körpers an die Schwerelosigkeit sowie die veränderten Tagesrhythmen führt insgesamt häufig zu Problemen wie Muskelschwund, Knochendichteverlust und Schlafstörungen, was den psychischen Stress zusätzlich verstärkt. Hinzu kommen die hohe Arbeitsbelastung, die ständige Verantwortung, keine Fehler zu machen, und die Risiken, die jede Mission mit sich bringt.

### Kognitive Beeinträchtigungen
Die Schwerelosigkeit und die physiologischen Veränderungen im Körper wirken sich direkt auf die kognitiven Fähigkeiten aus. Stress, Schlafmangel und die veränderte Wahrnehmung in der Mikrogravitation können Konzentration, Problemlösungsfähigkeit und Entscheidungsprozesse erheblich beeinträchtigen. Bei längeren Missionen kann es sogar zu Beeinträchtigungen der räumlichen Orientierung, des Gedächtnisses oder der Wahrnehmung von Objekten kommen. Die sensorische Unterforderung ist insgesamt ein signifikanter Stressfaktor, da Weltraumumgebungen über deutlich weniger sensorische Reize verfügen als Umgebungen der Erde. Dieser Mangel kann in weiterer Folge zu neuroplastischen Veränderungen führen, z. B. wenn benachbarte Hirnareale die inaktiven Regionen kompensieren. Aber auch visuelle und auditive Halluzinationen sind mögliche Folgen, beispielsweise wenn das Gehirn auf das Fehlen von Reizen mit veränderten Wahrnehmungen reagiert.
Daher sind gezielte kognitive Trainings, regelmäßige Tests und Übungen sowie eine klar strukturierte Arbeitsumgebung entscheidend, um die geistige Leistungsfähigkeit der Astronauten trotz der extremen Bedingungen zu erhalten.

### Psychologische Herausforderungen nach der Rückkehr
Studien sowie Interviews mit Astronauten und Astronautinnen zeigen ebenso, dass die Auswirkungen des Weltraumflugs häufig nicht mit dem physischen Wiedereintritt enden. Stattdessen benötigt es nach der Rückkehr eine Eingewöhnungsphase an das Leben auf der Erde, die unter anderem mit psychologischen Schwierigkeiten bei der Wiedereingliederung in das Familienleben oder Depressionen einhergehen kann. Außerdem sehen sich einige Astronauten nach Rückkehr auf die Erde mit erhöhter medialer Aufmerksamkeit konfrontiert. Zur Bewältigung dieser Probleme empfehlen Forschende psychologische Beratungen sowie eine geschützte Privatsphäre während der Wiedereingewöhnungsphase.

## Forschung
Forschungsarbeiten zur Weltraumpsychologie stammen beispielsweise von der Human Systems Integration Division der NASA.  Untersuchungen beschäftigen sich unter anderem mit der Analyse und Reduktion psychologischer Herausforderungen, denen Astronauten und Astronautinnen während langer Isolation ausgesetzt sind. Besonderer Fokus wird dabei auf Missionen zum Mond und zum Mars gelegt. Zu den empirisch fundierten Strategien zählen Maßnahmen wie die Bereitstellung von Kommunikationsmitteln mit der Familie sowie regelmäßige Betreuungspakete. Aber auch die Beratung über wirksame Bordmethoden zur Minderung negativer Raumflugeffekte ist relevant, beispielsweise können Beleuchtungssysteme, die Tag- und Nachtzyklen simulieren, angewendet werden, um den zirkadianen Rhythmus auch in der Dunkelheit des Weltraums aufrechtzuerhalten.

### Arbeits- und organisationspsychologische Aspekte
Studien zur Untersuchung der Auswirkungen von Isolation auf die Teamdynamik wurden beispielsweise anhand des Lunar-Mars Life Support Test, bei dem ein Team über längere Zeit in einem luftdichten Quartier auf der Erde untergebracht wurde, durchgeführt. Ergebnisse zeigten, dass eine Aufrechterhaltung des Teamzusammenhalts von erheblicher Bedeutung ist für den Erfolg von Raumfahrtmissionen, sowie um Stressfaktoren zu bewältigen und eine effektive Kommunikation zu gewährleisten. Derartige Faktoren werden insbesondere angesichts der zu erwartenden Kommunikationsverzögerungen bei Missionen im Weltraum relevant. Gleichzeitig wurde jedoch deutlich, dass die Teamleistung bei komplexen Aufgaben mit der Zeit signifikant abnahm.
Dies lässt sich anhand verschiedener negativer Einflüsse, die die Kommunikation und Leistung von Missionsteams beeinträchtigen, erklären. Beispielsweise sind physische Stressfaktoren, wie gestörter Tag-Nacht-Rhythmus, Auswirkungen der Mikrogravitation oder Überlastung als relevante Risikofaktoren zu nennen. Ebenso kritisch sind jedoch psychologische Faktoren, darunter soziale Isolation oder Konflikte zwischen Teammitgliedern. Insgesamt wird die Notwendigkeit von Strategien zur Aufrechterhaltung des Teamzusammenhalts und der Teamleistung während der gesamten Mission deutlich.
Zur Entgegenwirkung physischer und psychologischer Stressfaktoren wird psychologische Unterstützung geboten. Arbeits- und organisationspsychologische Techniken finden so Einsatz bei der Personalauswahl kompatibler, für Extrembedingungen geeignete Personen und unterstützen bei Extremsituationstrainings und Coachings. Außerdem werden psychologische Strategien zur Früherkennung potenzieller Störungen und gruppeninterner Probleme angewendet.

### Technikpsychologische Aspekte
Aktuelle Studien zu den Auswirkungen spezifischer, umgebungsinduzierter Stressfaktoren im Weltraum diskutieren den Einsatz von Technologien als stressreduzierende Interventionen oder zur Behandlung von Depressionen. Virtuelle Realität soll beispielsweise immersive Erfahrungen bieten, die natürliche, vertraute und beruhigende Umgebungen simulieren und auf diese Weise für Entspannung und Stressabbau sorgen und Gefühle der Isolation mildern. Laut Forschenden könnten VR-basierte Interventionen beispielsweise als Teil der Astronautenausbildung sowie während tatsächlicher Missionen zur Verbesserung der psychologischen Widerstandsfähigkeit sowie des allgemeinen Wohlbefindens, implementiert werden. Als Beispiel lassen sich der Einsatz von VR-Technologien für Entspannungsübungen, virtuelle Spaziergänge in der Natur oder soziale Interaktionen mit Avataren, die Familie und Freunde repräsentieren, nennen. Darüber hinaus könnten VR-Technologien genutzt werden, um sportliche Aktivitäten an Bord abwechslungsreicher zu gestalten und durch variierende virtuelle Umgebungen die Motivation zu steigern. Studien zeigten beispielsweise, dass Teilnehmende positiv auf natürliche Szenen (z. B. Gewässer, Tiere), aber auch städtische Umgebungen reagierten, da diese ein Gefühl der Normalität erzeugten. Als Herausforderungen beim Einsatz von VR-Technologien im Weltraum werden die Implementierung der Headsets sowie die wahrgenommene Kontrolle der Astronauten über die eigene Umgebung angesehen, wodurch der Fokus laut Forschung auf die Entwicklung handlicherer Headsets sowie VR-Technologien mit zahlreichen Wahlmöglichkeiten gelegt werden sollte.
Weitere technikpsychologische Einsatzmöglichkeiten ergeben sich durch die Anwendung von Augmented-Reality-Technologien (AR), die beispielsweise die dunkle Umgebung des Weltraums mit einer Ansicht der Erde ersetzen könnten, ohne gleichzeitig jedoch das Gesichtsfeld der Nutzenden völlig zu blockieren. AR würde den Besatzungsmitgliedern somit erlauben, sowohl ihre reale Umgebung als auch den Ausblick durch ein virtuelles Fenster gemeinsam zu erleben, wobei derartige gemeinsame positive Erlebnisse wiederum den Teamzusammenhalt stärken könnten.
Aber auch Roboter oder Conversational AI (z. B. Chatbots) könnten emotionale Unterstützung sowie Unterstützung bei der Lösung von Aufgaben bieten. Beispielsweise wird die Möglichkeit erörtert, Künstliche Intelligenz mit VR-Technologien zu kombinieren, um simulierte soziale Interaktionen in virtuellen Welten zu schaffen. Dies könnte der Besatzung den Eindruck vermitteln, dass ihr soziales Umfeld über die unmittelbar anwesenden Teammitglieder hinausreicht, was dazu beitragen könnte, den negativen Effekten sozialer Isolation vorzubeugen.

## Overview-Effekt
Der Overview-Effekt beschreibt eine Erfahrung, die Astronauten machen, wenn sie die Erde aus dem Weltraum betrachten. Aus dieser Perspektive erkennen sie die Zerbrechlichkeit und Einzigartigkeit unseres Planeten, frei von politischen Grenzen und als Teil eines größeren kosmischen Ganzen. Diese Sichtweise führt häufig zu einem Gefühl von Demut, Verbundenheit mit der Menschheit und einem stärkeren Engagement für den Umweltschutz.